# Sagnes-et-Goudoulet
 Sagnes-et-Goudoulet  es una población y comuna francesa, ubicada en la región de Ródano-Alpes, departamento de Ardèche, en el distrito de Largentière y cantón de Burzet.

## Demografía
| 369 | 322 | 198 | 182 | 146 | 131 |
| Para los censos de 1962 a 1999 la población legal corresponde a la población sin duplicidades (Fuente: INSEE [Consultar]) |     |     |     |     |     |